# Канадско-латвийские отношения
Канадско-латвийские отношения — двусторонние дипломатические отношения между Канадой и Латвией. Канада признала независимость Латвии 26 августа 1991 года. Обе страны являются полноправными членами НАТО и ОБСЕ. Канада представлена посольством в Риге, а Латвия представлена посольством в Оттаве.

## Политические отношения
Канада никогда не признавала советскую оккупацию стран Прибалтики. 26 августа 1991 года была первой страной из Большой семерки, признавшей независимость Латвии. 28 марта 2003 года Канада была первой страной, ратифицировавшей вступление Латвии в НАТО. Наличие значительного и активного латышского сообщества в Канаде также поддерживает двусторонние отношения.

## Визиты на высоком уровне
В мае 2008 года спикер латвийского Сейма — Гундарс Даудзе возглавил парламентскую делегацию в Канаде. 
В мае 2009 года Министр международной торговли Канады — Стоквелл Дэй посетил Латвию. 
В январе 2010 года спикер Сената Канады — Ноэль Кинселла посетил Латвию.

## Военные отношения
Канада и Латвия — союзники по НАТО. Помощь в обучении является краеугольным камнем канадско-латвийских оборонных отношений. Курсы языкового погружения, миротворчества и другие были предложены более чем 300 латвийским офицерам.